# 平山英昭
平山英昭（ひらやま ひであき）は、株式会社ピクシス代表取締役社長。芸能プロモーター・映画プロデューサー。

## 経歴
高校を卒業後単身米国へ留学。米国の大学に在学中は日本食レストラン・旅行代理店の現地コンダクターなどのアルバイトをしながら学費を捻出していた。
帰国後英会話学校に勤務の後新宿歌舞伎町でクラブの黒服に転身後に独立を果たし＜ラウンジ　シェリオン＞を開店する。
１４年間の水商売を経て芸能プロダクションである株式会社ピクシスの代表取締役に就任。近年では堀江慶監督作品＜センチメンタルヤスコ＞ではプロデューサーを務めるなど映像制作にも関わっている。
現在台湾芸術大学とパートナーを組み＜日本と台湾のクリエィティブの融合＞＜アジア〜日本・日本からアジアへの情報発信＞という目標を掲げ台湾の若手監督と共に映画を制作中。

## 略歴
センチメンタルヤスコ（2012年,プロデューサー）